# 라일리 스타
라일리 스타(Riley Star, 1996년 10월 23일 ~ )는 미국의 포르노 배우이다.